# 沙河站 (北京地铁)
沙河站是一个位于中华人民共和国北京市昌平区沙河地区南丰路、百沙路交叉口，属于北京地铁昌平线的地铁车站。本车站于2010年12月30日投入运营。

## 概述
沙河站位于北京市昌平区沙河地区，百沙路与南丰路丁字路口南侧。车站呈大致偏向西北–东南向布置。

## 结构
车站为高架车站，岛式站台设计。站台中部有2组通向站厅的扶梯。
| 3层  |                    | 昌平线 往昌平西山口 （沙河高教园） |  |  |
|      | 岛式站台，左侧开门 |                                    |  |  |
|      |                    | 昌平线 往蓟门桥 （巩华城）         |  |  |
| 2层  | 昌平线站厅         | 客服中心、自动售票机、进出站闸机   |  |  |
| 地面 |                    | 出入口、通往百沙路                 |  |  |

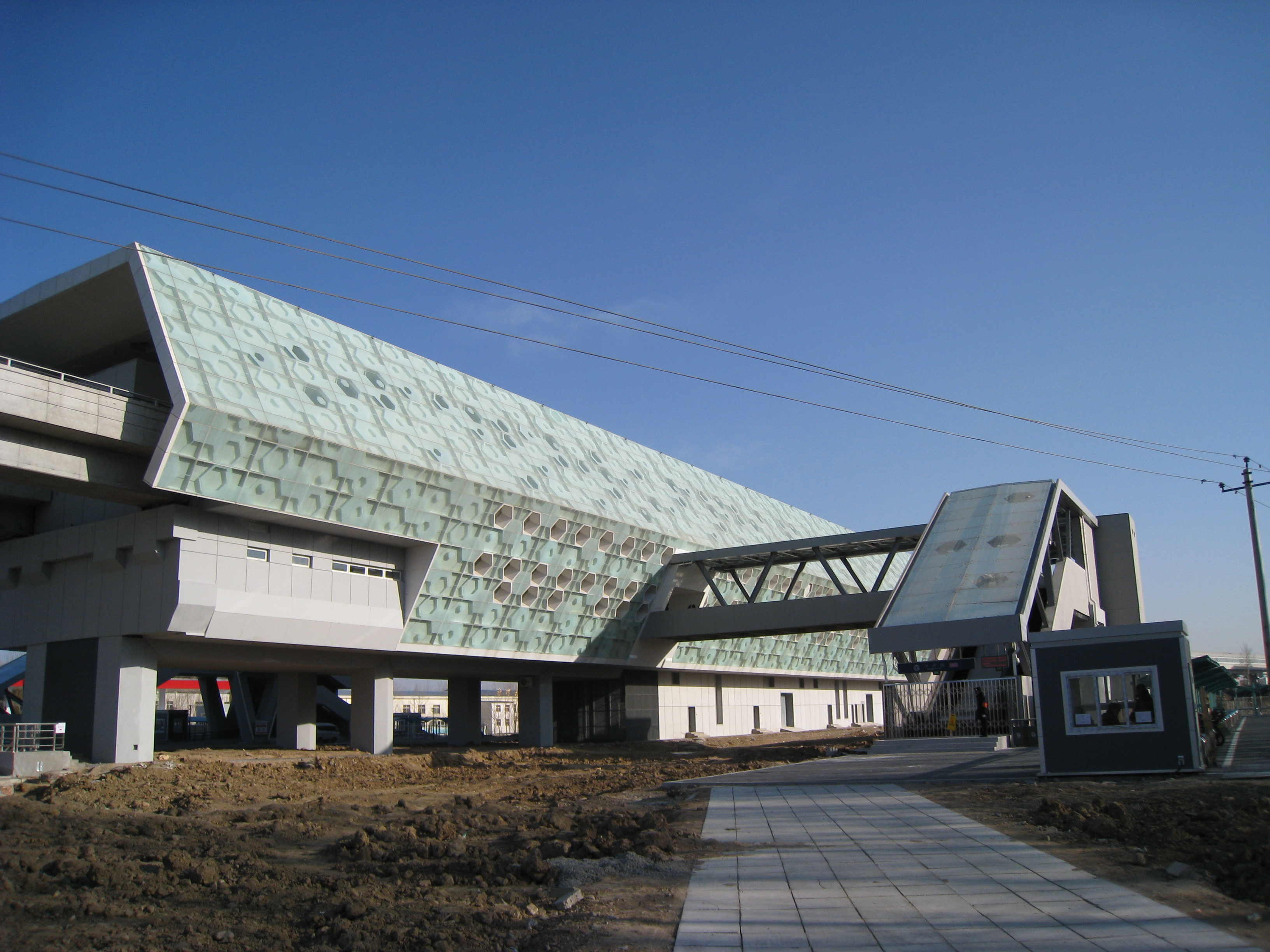
外观（2010年12月30日摄）
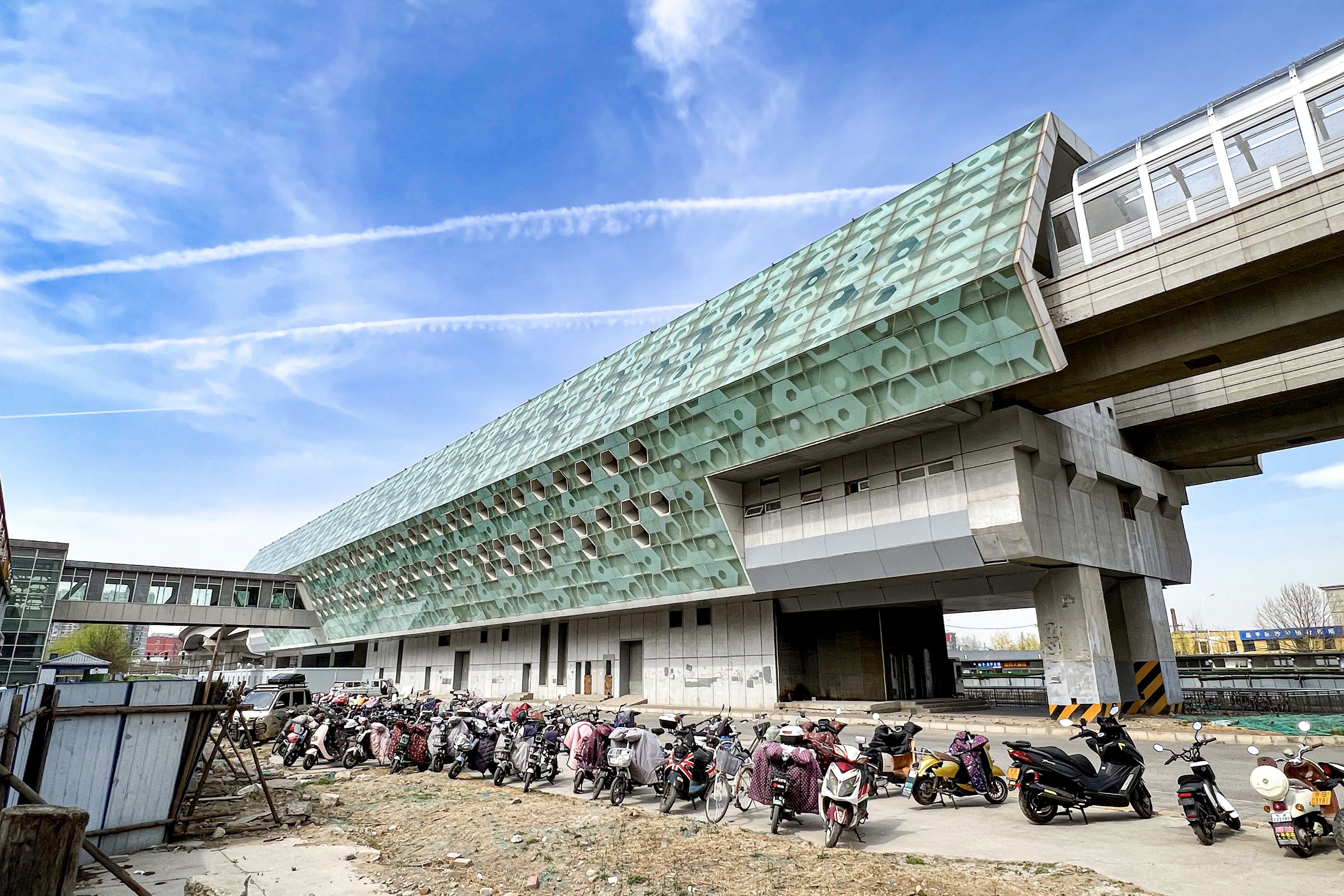
外观（2022年4月7日摄）
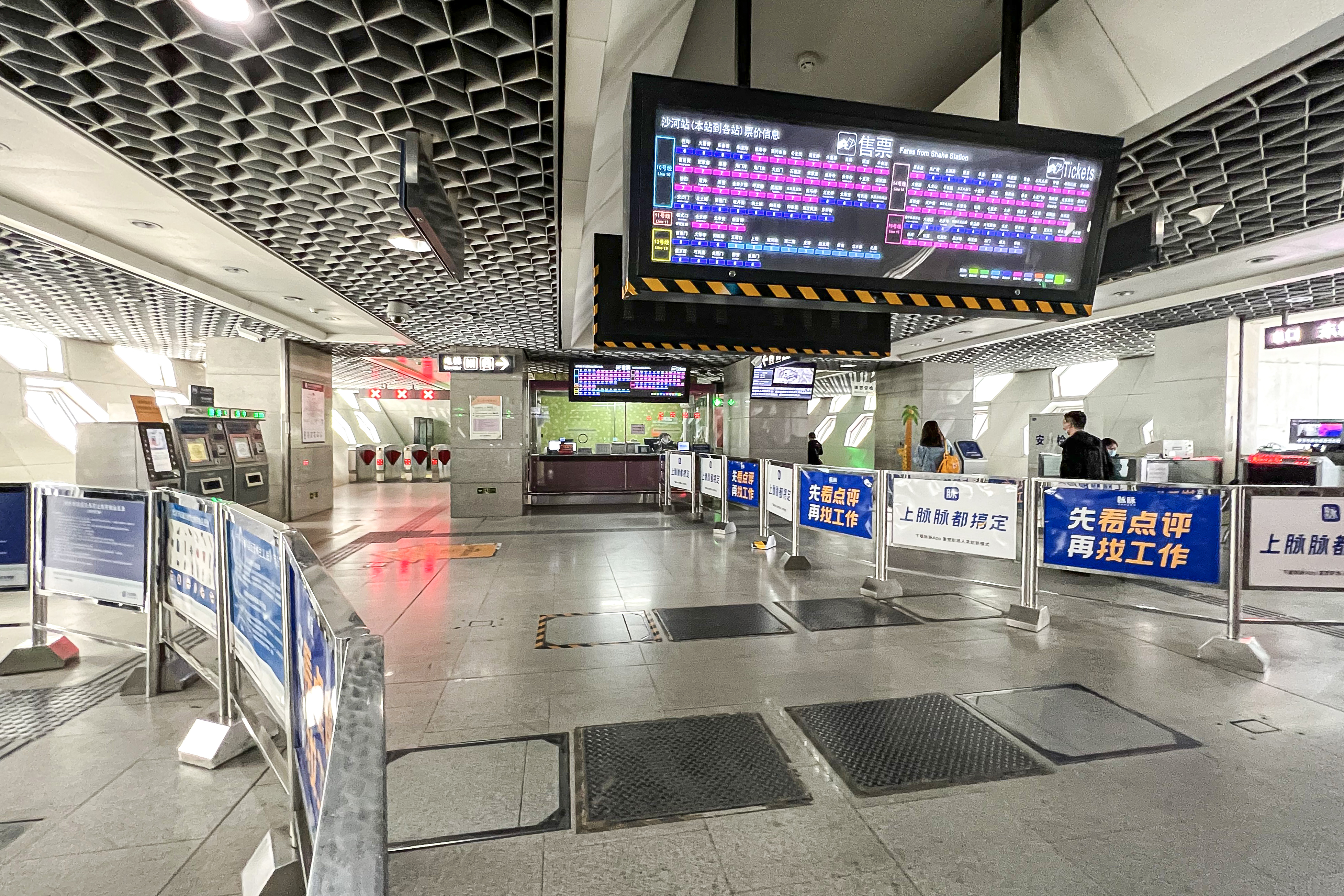
站厅

## 出入口
车站共有2个出入口：A口通向站厅西侧，B口通向东侧。每个出口分别布置了直梯（A1、B2）和扶梯（A2、B1）。
|                           |                |                  |      |            |  |
| 编号                      | 指示           | 建议前往的目的地 | 图片 | 无障碍设施 |  |
| 出口 · A · 1 · 升降机标志 | 南丰路（西侧） |                  |      |            |  |
| 出口 · A · 2              | 南丰路（西侧） |                  |      | 不適用     |  |
| 出口 · B · 1              | 南丰路（东侧） |                  |      | 不適用     |  |
| 出口 · B · 2 · 升降机标志 | 南丰路（东侧） |                  |      |            |  |
| 註： 設有                 |                |                  |      |            |  |

## 车站周边
- 北京市昌平区沙河地区办事处
- 北京科技经营管理学院
- 外交学院沙河校区
- 北京邮电大学沙河校区
- 北京航空航天大学沙河校区